# Hội đường Do Thái Phố Rumbach
Hội đường Do Thái phố Rumbach (tiếng Hungary: Rumbach utcai zsinagóga) nằm ở Belváros, thành phố trung tâm của thị trấn cổ Pest, phía đông Thủ đô Budapest. Hội đường xây dựng vào năm 1872 dựa theo bản thiết kế của kiến trúc sư nổi tiếng người Áo Otto Wagner. Nơi đây trở thành địa điểm họp mặt của các thành viên thuộc phe Neológ trong cộng đồng người Do Thái.
Hội đường Do Thái là công trình kiến trúc có hình bát giác, có mái che, có mái vòm, được sơn và trang trí một cách tinh xảo theo phong cách Hồi giáo. Mặt tiền chính trang trí bằng gạch đa sắc theo phong cách kiến trúc Phục hưng Moorish. Dù có phong cách kiến trúc tương tự đền thờ Hồi giáo Dome of the Rock ở thành phố Jerusalem (Thủ đô của Israel), nhưng trên thực tế hội đường không phải là bản sao của công trình này.
Nhà thờ Do Thái trở thành địa điểm tổ chức các cuộc triển lãm ảnh và các vở kịch nổi tiếng.
Giáo sĩ Shloime Boruch Schmalhausen là người chủ trì của hội đường Do Thái Rumbach. Đến khi xảy ra cuộc diệt chủng người Do Thái trong Thế chiến thứ Hai, ông bị trục xuất khỏi Thủ đô Budapest.
- Phía bên trong
- Mặt tiền
- Dự án của Otto Wagner